# 秀逗魔導士 (動畫)
《秀逗魔導士》（スレイヤーズ，Slayers）是以神坂一創作的輕小說為原作的改編動畫、漫畫、廣播劇、遊戲作品群。
1995年至2009年，播出5季電視動畫、5部電影動畫、OVA及廣播劇。
作品標語「（你再不看我就要抓狂了！）」。

## 概要
此系列作品的動畫版，是以原作本傳小說第一部為主要內容的TV版動畫和連結每部TV版動畫間的CD有聲書，以及以原作外傳小說為主的劇場版和OVA版組合而成，大致上分為兩大系統。
若將第五部劇場版剔除的話，除主角莉娜·因巴斯外，同時在兩系統登場的角色其實很少。
同時在兩系統登場的角色例如在小說外傳第九卷《沒有理由的冤罪》中登場的偉澤·弗雷昂，這角色在本傳第十卷是很重要的人物。
由於外傳和本傳當時是並行出版的，所以有時會為了預先舖墊劇情而在外傳中先將預設的伏筆埋進去。
兩系統開始於1995年，製作群和製作公司不同，負責販售的公司也不同。
會出現這樣的製作體系，是由於原作是以長篇系統（本傳）以及短編系統（外傳）平行出版的，本系列的原作也是確立此種出版手法的作品。
並且由於各式各樣的事件，因內鬥而在媒體整合時分裂之後，擁有版權的角川書店動畫部門和漫畫部門想自立門戶，也是此製作體系出現的原因之一。
富士見書房系列的作品向來都是以男性為主要讀者群，所以本作在動畫化之前的確是以男性愛好者為主；不過在動畫化之後，女性愛好者隨之增加，甚至成為主要的讀者群。

## 電視動畫版共同事項
秀逗魔導士電視動畫版除『EVOLUTION-R』之外，全都在東京電視台播映。播放日期以為東京電視台首映日期為主。

### 系列作共同的登場人物、配音員
| 角色                                | 配音員                |
| 角色                                | 日本                  |
| ----------------------------------- | --------------------- |
| 莉娜·因巴斯                         | 林原惠                |
| 高里·加布列夫                       | 松本保典              |
| 傑路剛帝士·格雷瓦茲                 | 綠川光                |
| 加梅莉亞·菲爾·提絲拉·賽倫           | 鈴木真仁              |
| 獸神官傑洛士                        | 石田彰 （於NEXT登場） |
| 菲利歐奈爾·耶魯·提·賽倫（菲爾王子） | 安西正弘              |
| 希爾菲兒·奈爾斯·拉達                | 冬馬由美              |

### 系列作共同的製作人員
- 執行製作：角川歷彥
- 原作：神坂一、（角川書店〈富士見Fantasia文庫〉）
- 連載：月刊Dragon Magazine（日语：ドラゴンマガジン (富士見書房)）、月刊Comic Dragon（日语：月刊コミックドラゴン）（富士見書房）
- 導演：渡部高志
- 劇本統籌：小山高生（無印）→神坂一（NEXT & TRY）、高山治郎（NEXT & TRY & REVOLUTION & EVOLUTION-R）
- 劇本協力：
- 人物原案：（NEXT & TRY & REVOLUTION & EVOLUTION-R、NEXT & TRY以人物設定名義）
- 人物設定：宮田奈保美（日语：宮田奈保美）
- 音樂：手塚理（日语：手塚理）、Vink（日语：Vink）（矢吹俊郎、大平勉、本間昭光（日语：本間昭光）／無印）、Vink2（NEXT）、Vink3（TRY）、Vink4（REVOLUTION、EVOLUTION-R）
- 音效：新井秀德（日语：フィズサウンドクリエイション）（無印 & NEXT & TRY）→今野康之（日语：スワラ・プロ）（REVOLUTION）、古谷友二（日语：スワラ・プロ）（EVOLUTION-R）
- 原聲帶：STAR CHILD RECORD
- 動畫製作：E&G FILMS（日语：イージー・フイルム）（無印、NEXT、TRY）→J.C.STAFF（REVOLUTION&EVOLUTION-R）
- 製作：東京電視台、東京電視東京電視軟體→秀逗魔導士R製作委員會（REVOLUTION）→秀逗魔導士ER製作委員會（EVOLUTION-R）

## 和原作不同之處

### 小說本傳及與其關連的外傳關係
- 莉娜和菲爾王子的初次見面
  - 原作小說裡，莉娜和菲爾王子初次見面的時間軸，是在遇見高里的時點前。不過TV動畫版顧慮到收看觀眾群的關係，是在打倒赤眼魔王之後才遇見菲爾王子。
- 莉娜和偉澤．弗雷昂的初次見面
  - 此也和菲爾王子的情況相同，動畫版中莉娜等人遇見偉澤是在TRY完結之後，初次去魯威納加德王國（ルヴィナガルド王國）時。但在原作小說中，莉娜早在外傳中遇見偉澤，而在本傳時，魯威納加德王國早已解體為魯威納加德共和國。

### 地理及背景方面的設定
原作小說的舞台是在水龍王所統領地域的『封神結界』內，除了魔族外，結界內的居民和外界隔離約1000多年。
在NEXT中(等於小說第八集)，莉娜消滅了做為結界支柱之一的冥王。而TRY中就以此做為『封神結界』被破除的背景，於是TRY中莉娜等人就在結界外，火龍王所統領的地域裡活動。
可是小說中結界並未因此破除，反而由魔王餘下的三心腹：霸王、獸王、海王三位撐起結界。
- 和另一作品，失落的宇宙之間的關係
  - TV動畫版的第三部TRY，以及其延伸設定集和訪談中，若隱若現的表達出Slayers TRY和失落的宇宙之間有相關連，不過原作者神坂一明確在小說後記裡寫明此兩部小說作品完全沒有互相關係存在。
- 其餘與原作間的差異
  - 結界外的世界魔法並不發達，倒是火藥之類的武器十分盛行，不存在於原作的大砲和火槍也出現在TRY中。另外，REVOLUTION裡莉娜等人所居住的地域也使用大砲。
  - 在原作中領土並未與海相接的魯威納加德共和國（ルヴィナガルド共和国）與海相接。(REVOLUTION)
  - 不存在於原作的支票和紙幣在REVOLUTION中出現。

### 純魔族戰鬥時的外表
對魔族而言，在物質世界表現出的外表全是虛假的，所以對他們來說，刻意讓外表巨大化沒有意義。就算幻化出巨大和十分有魄力的外表，也只會增加敵對對象的恐懼感而已。而對於不以外表為判斷實力的基準，並且是以直覺感受對方實力的莉娜等人而言，這樣的做法效果也不彰。
動畫版會採用和原作小說不同的外表，或許是因為做為影像作品，必須以視覺效果為優先考量的緣故。動畫版也描寫過神的外表，這也和魔族一樣以巨形的怪物(以龍的外形為主)來表現。
- 索羅姆
  - 無印TV版中設定戰鬥中會巨大化，但原作中是以人形的外表戰鬥。另外，無印TV版播放時是在原作第八集發行之後，但是原作小說的舊版第一集描寫中，莉娜在『明知道索羅姆是魔族』之下還施放火炎球攻擊對方。在『使用精靈魔法中的物理性魔法攻擊魔族將無效化』為基本魔導知識的SLAYERS設定中，舊版第一集莉娜的行動可以說是違反設定。這或許是因為當初官方並沒有系列化的打算，所以舊版第一集的設定方面有許多漏洞。但後來於新版第一集中，這些設定上的BUG有做大幅修正。新版本中，莉娜和索羅姆對峙的情況有修正過來。
- 夏布拉尼古德
  - 封印解除之後，雷藏的肉體起了異樣的變化，成為與原作不同的異形巨大怪物。
- 傑洛士
  - 動畫版很少描寫傑洛士拿手的攻擊手法還有現出本體的「黑色圓錐」。
- 塞格拉姆
  - 由於動畫版省略了本傳小說第六集，所以再度登場的外表並未變化。
- 坎傑爾
  - 雖然是人類外貌時依據原作小說的插畫設定，不過戰鬥時(使用最後手段時)動畫版則為脫離原作的巨大化姿態。
- 紅和灰
  - 以搞笑角色演出，有球面露出一隻大眼睛的情景。
- 加布
  - 運用力量的時候，有時全身會發散出令人聯想到龍的氣。

### 武器的設定
- 光之劍
  - 原作在本傳第一部尾聲失去的「光之劍」，在NEXT中並未失去，而是在「TRY」中還給了異界神族。(這是因為在NEXT結束時已經決定製作TRY，所以高里一度失去的光之劍在NEXT尾聲中又回來了。)
- 高里在失去光之劍之後所使用的劍
  - 高里在『REVOLUTION』中是使用普通的劍，在第一話的戰鬥裡刀身折斷，由於高里不知從那裡拿出鍛造的器具修理好，所以刀身變得歪曲的形狀（劍士兼職三流鐵匠）。之後則使用賽倫王國的軍隊制式劍及借用波克塔的光之劍複製品。

### 魔法的效果
魔法在動畫中的設定，和魔族外表一樣主要是以視覺效果為優先考量。例如動畫中常常出現莉娜等人一面在空中飛，卻又一面施展攻擊魔法的場景。
不過在原著小說的設定中，精神力（也就是控制能力）和魔力容量允許下，人類最多只能同時使用二種魔法，而且也必須看使用的魔法種類才能使用。例如說，莉娜可以在使用浮遊術的同時，使用炎之矢或是冰之矢這種基礎魔法。但是連她也不可能在使用翔封界的時候，用出那怕是像炎之矢這樣最基本的攻擊魔法。
所以像REVO第四集那樣阿梅莉亞能一邊使用翔封界又能使出地靈砲雷陣的做法，在小說裡是不會出現的。
- 神滅斬
  - 神滅斬的效果和原作不同。動畫的神滅十分強力，設定它是『無論什麼都砍得破的刀狀魔法』，包括空間也劃得破。而原作中，雖然神滅依然是個十分強大的魔法，可是不代表它劃得破精神世界的空間，它只能催毀具現在物質世界中的精神體而已。原作中的神滅斬約只是短劍長度，但動畫的神滅斬刀身相當巨大。NEXT中約半人高，而在TRY中長度變得更長。但REVOLUTION中刀身變得較短。這或許是因為REVOLUTION的設定部份回歸原作的關係。不過在REVOLUTION的最後一集中，神滅又變得異常的長，也許是為了動畫的視覺效果才故意如此表現。
- 崩靈裂
  - 在動畫版的設定中，崩靈裂對人類使用時並不會有多少效果。但是原作中因為有『只要在精神面被抹殺的話，不論是魔族還是其他生物都會死亡』的設定，所以原作中的崩靈裂是可以殺人的。另外就是，中文正版的TV版無印翻譯誤譯崩靈裂「對人類毫無效果」這是錯誤的。雖然沒有多少效果，不過動畫版中的崩靈裂仍然會對人類造成一定的影響，只是沒那麼大而已。在無印、NEXT、TRY中，崩靈裂的表現方式都是『從地面往上衝起的青白色光柱』，可是REVOLUTION的第八話，是以手中發出的光球來表現。但在第十一話時又糾正回原來的表現方式。
- 瞬移
  - 在動畫的設定中，人類可以做出類似瞬移的效果，例如像是無印裡的布魯袞。而在TRY中甚至出現傑洛士抱著莉娜瞬移的情節。但小說設定裡，唯一能渡過精神空間，達到物質世界中瞬移效果的只有屬於純精神體的純魔族。

### 人物的設定
- 莉娜
  - 動畫追加莉娜害怕蛞蝓的設定。
- 高里
  - 動畫強調高里的單純特質，但並未同時強調他的戰士特質。莉娜在原作中時常比喻高里是智力特低的史萊姆，不過不常使用水母來比喻。
- 傑路剛帝士
  - 原作中主要使用精靈魔術作戰，白魔術類是加梅莉亞教他如何治癒的，但在動畫中使用過高等的黑魔術、白魔術、還有召喚魔法等各式各樣跨系統的魔法。
  - 比起動畫後期的隨和稍微更冷傲孤僻一點，十分在意自己是邪妖精與岩石人的合成奇美拉，對毫不在意並接納信任他的莉娜、加梅莉亞、高里等人才願意充分打開心扉，也坦言對少根筋的高里沒輒。對於身為魔族又時常阻擾他的傑洛士保持著警戒與排斥的心態。
  - 原作中跟加梅莉亞是一對互相信任時常合作的好搭擋，是相當在乎重視的夥伴，也是加梅莉亞教導傑路白魔術的，動畫中則加強他們曖昧的場景與情節，而原作插圖與雜誌宣傳圖常有她跟傑路臉紅心跳的畫面。
- 加梅莉亞
  - 初次登場的方式和原作完全不同。
  - 原作中她是「年紀和莉娜差不多，且身高比莉娜高。」但在動畫中的設定則是「年紀比莉娜小，而且比莉娜矮。」，在雜誌指出加梅莉亞原作身高也僅為"155公分"。以一個女孩而言和在身材抽高的"姐姐"與高大的高里、傑路一行人之間並不能說很高，依然是偏向嬌小的體型，似乎也對此有些在意。
  - 原作中只直呼莉娜的名字，但在動畫中則加上敬稱。
  - 原作中並沒有特別描寫到，不過動畫裡則強調「胸部豐滿」的部份。
  - 原作中她並不會使用翔封界，可是動畫裡則會使用。
  - 原作裡雖然有描寫她理智且性格直爽的部份，同時富有強烈正義感——原作者神坂一稱為是「反襯莉娜的邪惡而存在」的角色，動畫中則強調她對正義執著、單純且嚮往浪漫愛情少女的一面。但魔龍王篇揚言要用大量正義精神電波攻擊傑洛士這點動畫與小說共通
  - 動畫中強調身為神官戰士、巫女自豪的白魔術與繼承父親格鬥家族傳統的打擊技部分，原作中除了精通的白魔術與格鬥技，對於精靈魔術、黑魔術都有涉獵，並在白魔術、精靈魔術部分跟傑路作出不少合作交流的情節。
  - 雖然原作第八集的插畫中有她積極抱住手臂讓傑路臉紅心跳的畫面，也有不小心胸部壓住傑路的害羞橋段，不過小說裡並沒有特別描寫她的戀情方面。但在原作她也跟傑路是感情很好的一對搭擋，常會一起聯手戰鬥互相幫忙，也有傳授過魔法的劇情，常引起她是否和傑路是一對的討論。對於一直想恢復原形為身為合成人苦惱的傑路表示過現在的傑路就很好了，也先主動用白魔術祝福幫助過傑路，小說本篇結尾是作為親密友人一同出席莉娜與高里的婚禮。在動畫版裡則可以看得出來與強調她少女心的部分，在無印結尾中她突然間意識到傑路剛帝士是異性的場景，以及傑路剛帝士也並不排斥對方的描寫。
  - 在原作者神坂一與原作插畫者的あらいずみるい的官方宣傳圖，參與構成與人設並在錄音室等地跟製作小組討論過的NEXT和TRY中，都有大量出現較明顯戀心與嫉妒接近傑路剛帝士女性的情節。在新版原作小說四集與六、七集封面跨頁先後出現加梅莉亞與傑路左右呼應，還有加梅莉亞淚眼凝望著戰鬥中傑路的連續畫面。作者對第四次動畫化的訪談也出現過加梅莉亞背後出現看著她微笑的傑路的插畫等諸多微妙曖昧場面(莉娜背後則是原作配對的高里。)

## 電視動畫

### 秀逗魔導士（無印）
此為SLAYERS系列中最早公開的動畫系列。放映日期從1995年4月7日至1995年9月29日，於星期五晚間18:30～19:00放映。全26話。（5月16日由於逮捕松本智津夫的特別節目，於來週連續二日放映。）
由於動畫製作過程當時因東京地鐵沙林毒氣事件正人心惶惶，故在製作動畫時腳本家筆下也有受到些許影響。（特典訪談時談到。）以原作小說本傳第一、三卷為主要構成內容。雖有改編第五卷，但也只拿取裡面的部份設定。也有改編外傳第一集的故事。
為了要與續作的「NEXT」和「TRY」做區分，故此部作品被稱為「無印」或是「SLAYERS無印」。此作放映完畢之後，請求繼續製作動畫的愛好者們曾經在街頭發起署名活動。
登場人物、配音員
- 赤法師雷藏：子安武人
- 佐魯夫：平野正人
- 迪爾齊亞：掛川裕彥
- 羅帝瑪斯：寶龜克壽
- 夏布拉尼古德：郷里大輔
- 複製雷藏（沙那法）：子安武人
- 山格斯：島田敏
- 布魯袞：家中宏
- 愛麗絲（愛麗歇爾·布魯袞）：石川悅子

主題歌
片頭曲
- 『Get along』
  - 作詞：有森聡美
  - 作曲：佐藤英敏
  - 編曲：大平勉
  - 主唱：林原惠、奥井雅美

片尾曲
- 『KUJIKENAIKARA!』
  - 作詞：有森聡美
  - 作曲：奥井雅美
  - 編曲：矢吹俊郎
  - 主唱：林原惠、奥井雅美

各話標題及相關製作資料
| 話数 | 日文標題                                     | 中文標題                            | 脚本       | 分鏡       | 演出       | 作画監督       | 放送日        |
| ---- | -------------------------------------------- | ----------------------------------- | ---------- | ---------- | ---------- | -------------- | ------------- |
| 1    | Angry?リナ怒りのドラグスレイブ!              | Angry?莉娜憤怒的龍破斬              | 小山高生   | 渡部高志   | 渡部高志   | 宮田奈保美     | 1995年 4月7日 |
| 2    | Bad!ミイラ男は趣味じゃない!                  | Bad!我對木乃伊男沒興趣              | 小山高生   | 鈴木行     | 則座誠     | 佐々木一浩     | 4月14日       |
| 3    | Crash!激突!赤いの白いの怪しいの!             | Crash!激突！紅的白的古怪的          | 千葉克彦   | 横田和     | 横田和     | 加藤洋人       | 4月21日       |
| 4    | Dash!逃げろ! 魔法が使えない?                 | Dash!快逃！魔法無法使用？           | 高山治郎   | 佐藤真人   | 佐藤真人   | 宍戶久美子     | 4月28日       |
| 5    | Escape!炎の半魚人 ヌンサ!                    | Escape!火炎的半魚人 奴薩！          | 長谷川勝己 | 岩崎良明   | 松浦錠平   | 菊池城二       | 5月5日        |
| 6    | Focus!本当の敵は レゾ?                       | Focus!真正的敵人是 雷藏？           | 山田靖智   | 石崎すすむ | 石崎すすむ | 河口もと       | 5月12日       |
| 7    | Give up 寸前?出た必殺の剣っ!!                | Give up 前夕？出現的必殺劍！！      | 花田十輝   | 鈴木行     | 岩崎良明   | 佐々木一浩     | 5月19日       |
| 8    | Help!シャブラニグドゥ 復活!!                 | Help!夏布拉尼古德 復活！！          | 高山治郎   | 横田和     | 横田和     | 加藤洋人       | 5月26日       |
| 9    | Impact!脅威の 決戦前夜!                      | Impact!威脅的決戰前夜！             | 渡辺誓子   | 佐藤英一   | 佐藤英一   | 箕輪悟         | 6月2日        |
| 10   | Jackpot!のるかそるかの 大バクチ!             | Jackpot!是成是敗的大賭注！          | 高山治郎   | 牧野滋人   | 則座誠     | 宮田奈保美     | 6月9日        |
| 11   | Knock Out!セイルーン お家騒動!               | Knock Out!賽倫家騷動                | 千葉克彦   | 松園公     | 松浦錠平   | 小舟井充       | 6月16日       |
| 12   | Lovely!アメリアの 魔法修行                   | Lovely!亞梅莉雅的魔法修行           | 長谷川勝己 | 小林孝志   | 小林孝志   | 菊池城二       | 6月23日       |
| 13   | Money!賞金稼ぎを ブチのめせっ!!              | Money!打垮賞金制度！！              | 高山治郎   | 佐藤真人   | 佐藤真人   | 宍戶久美子     | 6月30日       |
| 14   | Navigation!サイラーグへの 招待状!            | Navigation!去賽拉格的邀請函         | 長谷川勝己 | 又野弘道   | 岩崎良明   | 戸部敦夫       | 7月7日        |
| 15   | Oh no!リナの 結婚狂想曲?                     | Oh no!莉娜的 結婚狂想曲？           | 花田十輝   | 松浦錠平   | 松浦錠平   | おぶないみつる | 7月14日       |
| 16   | Passion!舞台にかける 青春?                   | Passion!賭上舞台的青春？            | 山田靖智   | 則座誠     | 則座誠     | 佐々木一浩     | 7月21日       |
| 17   | Question?あの娘（こ）?に プロポーズ!         | Question?對著那女孩（男孩？）求婚！ | 渡辺誓子   | 横田和     | 横田和     | 加藤洋人       | 7月28日       |
| 18   | Return!赤法師 ふたたび!                      | Return!二戰赤法師！                 | 高山治郎   | 玉野陽美   | 玉野陽美   | 菊池城二       | 8月4日        |
| 19   | Shock!サイラーグ 崩壊!                       | Shock!賽拉格崩壞                    | 渡辺誓子   | 渡部高志   | 多田野後彦 | 宮田奈保美     | 8月11日       |
| 20   | Trouble!嵐の半魚人 ラハニム♥                 | Trouble!風暴的半魚人 拉哈尼姆♥      | 長谷川勝己 | 岩崎良明   | 岩崎良明   | 戸部敦夫       | 8月18日       |
| 21   | Upset!ガウリイVS ザングルス                  | Upset!高里VS山格斯                  | 山田靖智   | 松園公     | 松浦錠平   | 菊池城二       | 8月25日       |
| 22   | Vice!残されし ものたち                       | Vice!殘留下來的人們                 | 高山治郎   | 佐藤真人   | 佐藤真人   | 宍戶久美子     | 9月1日        |
| 23   | Warning!エリスの 執念!                       | Warning!艾莉斯的執著！              | 長谷川勝己 | 小林孝志   | 小林孝志   | 佐々木一浩     | 9月8日        |
| 24   | X-DAYよみがえる 魔獣!                        | X-DAY甦醒的魔獸！                   | 山田靖智   | 菊池一仁   | 玉野陽美   | 菊池城二       | 9月15日       |
| 25   | Yes!最後の希望 祝福の剣 （ブレス・ブレード） | Yes!最後的希望 祝福之劍             | 高山治郎   | 横田和     | 横田和     | 加藤洋人       | 9月22日       |
| 26   | Zap!勝利は あたしのためにある                | Zap!勝利是為我而存在的              | 高山治郎   | 渡部高志   | 渡部高志   | 宮田奈保美     | 9月29日       |

中文版資訊
此區資訊僅含台灣正版出版品。
- 錄影帶：

代理商：木棉花
出版類型：VHS/共13卷（絕版）
出版資訊：日語發音．中文字幕
- VCD：

代理商：木棉花
出版類型：VCD BOX九片裝（絕版）
出版資訊：日語發音．中文字幕
- 電視播放：

首次在台灣播放電視台為中視，節目名稱為「秀逗魔導士」，以中文發音及中文字幕播放；也曾在霹靂電視台播出，為台語發音，中文字幕。
首播時間：1996-09-07至1998-01-31(1996-10-27至1997-10-9中斷播出)/中視每周六播出半小時
2010/03/12周一至周五 PM4:00於台灣高點電視台播出（中文發音）。

### 秀逗魔導士NEXT
此為TV版動畫第二部，從1996年4月5日至1996年9月27日放映，全26話。以原作小說本傳第二、四、七、八卷為主要構成內容。
雖然也有拿取第五集的部份情節，但卻沒改編第五集的內容。此作雖以小說本傳第一部為主，但因第六卷的內容以及人物無法放入此作，故並未加以改編。自本作開始，原作者神坂一和原作插畫者的あらいずみるい開始介入動畫系列構成及人物原案設定。
登場人物、配音員
- 瑪露琪娜：柊美冬
- 琪拉：大谷育江
- 魔龍王加布：中田讓治
- 冥王菲布里佐：伊倉一惠
- 阿爾佛列得：結城比呂
- 坎傑爾：二又一成
- 克里斯多福：岡和男
- 瑪珍達：兵藤真子
- 山格斯：島田敏
- 荷西佛姆：中田和宏
- 塞格拉姆：秋元羊介
- 塔利姆：茶風林
- 米爾蓋茲亞：大倉正章
- 異界啟示錄：丸山詠二

主題歌
片頭曲
- 『Give a reason』
  - 作詞：有森聡美
  - 作曲：佐藤英敏
  - 編曲：大平勉
  - 主唱：林原惠

片尾曲
- 『邪魔はさせない』
  - 作詞：奥井雅美
  - 作曲：奥井雅美、矢吹俊郎
  - 編曲：矢吹俊郎
  - 主唱：奥井雅美

各話標題及相關製作資料
| 話数 | 日文標題                                    | 中文標題                                 | 脚本       | 演出             | 分鏡               | 作画監督             | 放送日        |
| ---- | ------------------------------------------- | ---------------------------------------- | ---------- | ---------------- | ------------------ | -------------------- | ------------- |
| 1    | いきなりピンチ! 魔人ゾアメルグスターの恐怖! | 突然出現的危機！魔人卓梅爾古斯塔的恐怖！ | 高山治郎   | 佐藤英一         | 渡部高志           | 宮田奈保美、加藤洋人 | 1996年 4月5日 |
| 2    | ふざけた神官! その名はゼロス!               | 莫名其妙的神官！他的名字是傑洛士！       | 長谷川勝己 | 松園公、河口もと | 渡部高志、佐藤真人 | 菊池城二             | 4月12日       |
| 3    | 素敵な商売! 用心棒も楽じゃない!             | 真棒的生意！當保鑣也不輕鬆！？           | 千葉克彦   | 高橋滋春         | 佐藤英一           | 寺岡賢司             | 4月19日       |
| 4    | いにしえの契約! 不死を求める者!             | 古老的契約！渴求不死的人！               | 渡辺誓子   | 岩崎良明         | 岩崎良明           | 戸部敦夫             | 4月26日       |
| 5    | 残されし愛ゆえに!                           | 因為遺留下來的愛！                       | 山田靖智   | 水島精二         | 松園公、渡部高志   | 駒井一也             | 5月3日        |
| 6    | 逃がさない! 執念のマルチナふたたび!         | 逃不掉的！執著的瑪露琪娜再度登場！       | 花田十輝   | 横田和           | 横田和             | 高鉾誠               | 5月10日       |
| 7    | びっくり料理! 幻のドラゴン料理を追え!       | 驚人的料理！追逐夢幻之龍！               | 岡本典久   | 小林孝志         | 小林孝志           | 宮田奈保美、加藤洋人 | 5月17日       |
| 8    | 永遠なれ! フィルさんが死んだ日?             | 永垂不朽！菲爾逝世之日？                 | 長谷川勝己 | 高橋滋春         | 焼津半次           | 宮田奈保美、加藤洋人 | 5月24日       |
| 9    | 秘められし野望! 衝撃の告白?                 | 隱藏的野心！衝擊性的告白？               | 高山治郎   | 牧野滋人         | 佐藤英一           | 佐々木一浩           | 5月31日       |
| 10   | クセ者ぞろいの珍道中?! 魔力を取り戻せ!      | 怪人聚集的旅途！取回原來的魔力！         | 渡辺誓子   | 吉田俊司         | 横田和             | 宇都木勇             | 6月7日        |
| 11   | 迫り来る闇の声! 切り裂けラグナ・ブレード!   | 迫近的黑暗之聲！斬斷一切的神滅斬！       | 山田靖智   | 水島精二         | 水島精二           | 戸部敦夫             | 6月14日       |
| 12   | ドンデン返し? 意外なる真実!                 | 180度大轉變？意外的真相！                | 高山治郎   | 山口武志         | 牧野滋人           | 宮田奈保美           | 6月21日       |
| 13   | 墜落寸前! 野望のついえる時!                 | 即將墜落！野心崩潰之時！                 | 高山治郎   | 横田和           | 横田和             | 加藤洋人             | 6月28日       |
| 14   | 禁断のダンス? 最強呪文はどこだ!             | 禁忌之舞？最強咒文在何處！               | 千葉克彦   | 高橋滋春         | 小村敏明           | 高鉾誠               | 7月5日        |
| 15   | 大激突? 闘いのアルテメ塔!                   | 大衝突！終極之塔的戰鬥！                 | 長谷川勝己 | 則座誠           | 渡部高志           | 佐々木一浩           | 7月12日       |
| 16   | 恨みの魔球! 根性の豪速球!                   | 憎恨的魔球！根性的高速球！               | 岡本典久   | わだへいさく     | 小林孝志           | 戸部敦夫             | 7月19日       |
| 17   | うわさの彼女は ゼルガディス?                | 傳聞中的她是傑路剛帝士？                 | 山田靖智   | 水島精二         | 水島精二           | 宮田奈保美           | 7月26日       |
| 18   | 砂の神殿! ギガスレイブの秘密!               | 砂之神殿！重破斬的秘密！                 | 高山治郎   | 吉田俊司         | 渡部高志           | 宇都木勇             | 8月2日        |
| 19   | ついに発覚っ? ゼロスの正体!                 | 終於發覺？傑洛士的真面目！               | 高山治郎   | 高橋滋春         | 高橋滋春           | 加藤洋人             | 8月9日        |
| 20   | いくっきゃないっ! ドラゴンの谷を目指せ!     | 非去不可！前往龍之山谷！                 | 長谷川勝己 | 牧野滋人         | 牧野滋人           | 高鉾誠               | 8月16日       |
| 21   | 千年の真実! 裏切りの魔竜王!                 | 千年的真相！背叛的魔龍王！               | 山田靖智   | 則座誠           | 水島精二           | 佐々木一浩           | 8月23日       |
| 22   | 奪われた光の剣! 魔竜王最後の時!             | 被搶的光之劍！魔龍王的末日！             | 長谷川勝己 | 山口武志         | 渡部高志           | 加藤洋人、華房泰堂   | 8月30日       |
| 23   | 脅威の魔剣士! 再会の旅路!                   | 威脅之魔劍士！再會之旅途！               | 渡辺誓子   | 高橋滋春         | 戸部敦夫           | 戸部敦夫             | 9月6日        |
| 24   | 邪悪なる罠! 幻の死霊都市!                   | 邪惡之陷阱！幻之死靈都市！               | 高山治郎   | 佐藤英一         | 佐藤英一           | 寺岡賢司             | 9月13日       |
| 25   | 死せる者の魂! リナ最後の決断!               | 死者之魂！莉娜最後的決定！               | 高山治郎   | 水島精二         | 水島精二           | 加藤洋人             | 9月20日       |
| 26   | Go To NEXT! そしてまた…                     | GO TO NEXT！然後再度…                    | 高山治郎   | 渡部高志         | 渡部高志           | 宮田保奈美           | 9月27日       |

中文版資訊
此區資訊僅含台灣正版出版品。
- 錄影帶：

代理商：博英社
出版類型：VHS/全七卷（絕版）
出版資訊：日語發音．中文字幕
備註：雖然和日文版一樣是七卷，但是卻是每卷都只有二集的內容；日文版則是第一卷是二集，而後的卷數為四集。所以中文版錄影帶就停在第14集沒有後續的出版動作的奇妙情況。
- VCD：

代理商：木棉花
出版類型：VCD/九片盒裝
出版資訊：日語發音．中文字幕
出版日期：2008年
譯者：哈泥蛙
備註：該版本的結尾畫面，從1到26話皆是使用第一集的結尾畫面。
- DVD：

代理商：木棉花
出版類型：DVD BOX/全五片
出版資訊：日語發音．可隱藏式中文字幕
出版日期：2005年
譯者：哈泥蛙
備註：該版本的結尾畫面，從1到26話皆是使用第一集的結尾畫面。
- 電視播放：

曾於中視、中都卡通台、衛視中文台等播放，當時節目名稱為「新秀逗魔導士」。1998年3月12日在中都卡通台首播。中視為中文字幕，雙語播出(1999-01-24到1999-05-30每周日播出一小時)；中都卡通台為中文字幕，中文/日語播出；衛視中文台為中文字幕，中文發音。

### 秀逗魔導士TRY
此為TV版動畫第三部，從1997年4月4日至1997年9月26日放映，全26話。
此作完全脫離原作，為動畫原創故事，原創的角色也很多。由於是動畫原創，部分設定和原作設定相矛盾，並且原本的主角：莉娜等人的存在變成了半個旁觀者。故事走向太過於沉重，和原作原本的作風相距甚遠，所以沒有受到與前两作相等的評價。
登場人物、配音員
- 菲莉雅·烏爾·科普特：桑島法子
- 瓦爾加布：高木涉
- 亞爾梅斯：茶風林
- 埃洛格斯：堀之紀
- 西利烏斯：家中宏
- 古拉波斯：江川央生
- 吉拉斯：山崎巧
- 最長老：澤木郁也

主題歌
片頭曲
- 『Breeze』
  - 作詞：有森聰美
  - 作曲：佐藤英敏
  - 編曲：添田啓二
  - 主唱：林原惠

片尾曲
- 『don't be discouraged』
  - 作詞：MEGUMI
  - 作曲：佐藤英敏
  - 編曲：添田啓二
  - 主唱：林原惠
- 『somewhere』（最終話）
  - 作詞：田邊智沙
  - 作曲：田邊智沙
  - 編曲：田邊智沙
  - 主唱：桑島法子

各話標題及相關製作資料
| 話数 | 日文標題                            | 中文標題                       | 脚本               | 演出     | 分鏡         | 作画監督             | 放送日        |
| ---- | ----------------------------------- | ------------------------------ | ------------------ | -------- | ------------ | -------------------- | ------------- |
| 1    | 威風堂々? 旅立ちの帆をあげろ!       | 威風凜凜？張開啟程之船帆！     | 高山治郎           | 渡部高志 | 渡部高志     | 宮田奈保美           | 1997年 4月4日 |
| 2    | 半信半疑? 故郷（くに）からの手紙に! | 半信半疑？來自故鄉的信！       | 高山治郎           | 加藤洋人 | カトウヒロト | 加藤洋人             | 4月11日       |
| 3    | 傍若無人な アイツはどこへ?          | 旁若無人的那傢伙要去哪？       | 長谷川勝己         | 牧野滋人 | 牧野滋人     | 佐々木一浩           | 4月18日       |
| 4    | 東奔西走! ヤツの狙いはカタキ討ち?   | 東奔西跑！他的目的是報仇？     | 長谷川勝己         | 岩崎良明 | 岩崎良明     | 戸部敦夫             | 4月25日       |
| 5    | 流言飛語? 炎を吐かなきゃ煙は立たぬ? | 流言蜚語！無風就不會起浪！     | 山田靖智           | 高橋滋春 | 高橋滋春     | 宮田奈保美、高鉾誠   | 5月2日        |
| 6    | 流浪流転? 暴走神殿の旅を!           | 顛沛流離？暴走神殿之旅！       | 隅沢克之           | 水島精二 | 水島精二     | 宮田奈保美、加藤洋人 | 5月9日        |
| 7    | 和平会談? これがドラゴンの神殿か?   | 和平會議？這就是龍之神殿？     | 高山治郎           | 佐藤英一 | 佐藤英一     | 加藤洋人             | 5月16日       |
| 8    | 用意周到! 計画は動き出した!         | 準備周到！計畫開始進行！       | 高山治郎           | 則座誠   | 開木菜織     | 宮田奈保美           | 5月23日       |
| 9    | 連続発射! 戦いの荒磯!               | 連續發射！洶湧海岸的戰鬥！     | 高山治郎、堀井明子 | 渡部高志 | 渡部高志     | 松下純子、戸部敦夫   | 5月30日       |
| 10   | 追放覚悟! 二人の愛は永遠よね?       | 放逐覺悟！兩人的愛將永遠對吧？ | 山田靖智           | 渡辺純央 | 渡部高志     | 飯野利明             | 6月6日        |
| 11   | 難関突破? 男ジラスの底力!           | 突破難關？男子漢吉拉斯的潛力！ | 長谷川勝己         | 則座誠   | 渡部高志     | 戸部敦夫             | 6月13日       |
| 12   | 無我夢中! 迷宮の追跡行!             | 專注忘我！迷宮中追蹤之行！     | 高山治郎           | 渡辺純央 | 高橋滋春     | 高鉾誠、渡辺純央     | 6月20日       |
| 13   | 一触即発! 鍵を握る者!               | 一觸即發！掌握關鍵的人！       | 高山治郎           | 佐藤英一 | 佐藤英一     | 飯野利明             | 6月27日       |
| 14   | 横行闊歩! 終わりなき慟哭!           | 橫行闊步！永無止盡的慟哭！     | 高山治郎           | 渡部高志 | 渡部高志     | 宮田奈保美           | 7月4日        |
| 15   | 厄難奇難? ここは不思議の島!         | 災難危機？這裡是神祕之島！     | 山田靖智           | 佐藤英一 | 佐藤英一     | 加藤洋人             | 7月11日       |
| 16   | 喧々囂々! 呪われた壷の恐怖!         | 喧喧囂囂！被詛咒之壺的恐怖！   | 高橋義昌           | 高橋滋春 | 高橋滋春     | 柳瀬雄之             | 7月18日       |
| 17   | 効果覿面? 恋の行方は紙一重!         | 效果顯著？愛的去向是一線之隔！ | 高山治郎、堀井明子 | 岩崎良明 | 開木菜織     | 松下純子             | 7月25日       |
| 18   | 適材適所! 正義の里のアメリア!       | 適才適所！正義之里的亞美莉雅！ | 長谷川勝己         | 則座誠   | 戸部敦夫     | 戸部敦夫             | 8月1日        |
| 19   | 三者三様! 光の示す先!               | 三者三樣！光所指引的前方！     | 高橋義昌           | 牧野滋人 | 牧野滋人     | 飯野利明             | 8月8日        |
| 20   | 勇者降臨? 少女の祈りは誰のため?     | 勇者降臨？少女為誰而祈禱？     | 山田靖智           | 渡辺純央 | 渡辺純央     | 柳瀬雄之             | 8月15日       |
| 21   | 未開未踏! 封じられた歴史!           | 未開未踏！被封閉的歷史！       | 長谷川勝己         | 加藤洋人 | 渡部高志     | 宮田奈保美           | 8月22日       |
| 22   | 永逝永訣! 倒れし者への叫び!         | 永逝永訣！戰敗者的吶喊！       | 高山治郎           | 則座誠   | 開木菜織     | 松下純子             | 8月29日       |
| 23   | 問答無用! 決戦の地を目指せ!         | 問答無用！朝決戰之地前進！     | 山田靖智           | 渡辺純央 | 牧野滋人     | 柳瀬雄之             | 9月5日        |
| 24   | 推測不能! 開かれし禁断の門!         | 無法推測！被開啟的禁忌之門！   | 高山治郎           | 岩崎良明 | 岩崎良明     | 戸部敦夫             | 9月12日       |
| 25   | 闇の星より 出ずる者!                | 從黑暗之星出現的人！           | 高山治郎           | 則座誠   | 渡部高志     | 加藤洋人             | 9月19日       |
| 26   | TRYagain! 白く還りし刻!             | TRY again！回歸純白之刻！      | 高山治郎           | 渡部高志 | 渡部高志     | 宮田奈保美           | 9月26日       |

中文版資訊
此區資訊僅含台灣正版出版品。
- VCD：

代理商：博英社
出版類型：VCD/全七卷（絕版）
出版資訊：日語發音．中文字幕
備註：此VCD中文名稱為「新秀逗魔導士TRY」，現2009年TRY的版權在木棉花。
代理商：木棉花
出版類型：VCD/9片盒裝
出版資訊：日語發音．中文字慕
出版日期：2008年
譯者：哈泥蛙
- DVD：

代理商：木棉花
出版類型：DVD BOX/全5片
出版資訊：日語發音．可隱藏式中文字幕
出版日期：2005年
譯者：哈泥蛙
- 電視播放：

曾於中視、中都卡通台等播出。當時播出節目名稱為「超秀逗魔導士」(中視除外)；中視為中文字幕，雙語發音(1999-05-30到1999-12-05每周日播出半小時至一小時，節目名稱為「新秀逗魔導士」)；中都等則為中文字幕，中/日語發音。

### 秀逗魔導士REVOLUTION
此為TV版動畫第四部前半，由東京電視台從2008年7月2日至2008年9月24日放映，全13話。
此作於2008年龍雜誌4月號告知新作動畫將行放映的消息。接著於翌月的龍雜誌5月號發表新作動畫的標題為『Slayers REVOLUTION』。簡稱為「Slayers R」。
故事內容改編至小說本傳第五卷以及特別篇第九卷的故事。但就算如此，第五卷的主要劇情並沒有被動畫化，此作仍然還是以動畫原創故事為主。而人物的聲優也沒有變更。
此作延續前作的主要登場人物，並且增加新人物-偉澤．弗雷昂以及波克塔。並且活躍於原作第一部的暗殺者－祖馬和杜可立斯也在此作登場。
由於無視舊作無印版莉娜等人與沙那法的戰鬥一事，並且在部份設定上和TV版舊作系列做出切割，所以也可以說此作是獨自視點的原創故事。在動畫播出之前，同一名稱的漫畫版在龍時代六月號雜誌上開始連載。（波克塔及偉澤等人也在第一話就登場）
在其他方面，演出莉娜角色的林原めぐみ在自己的廣播節目中（林原めぐみのHeartful Station、林原めぐみのTokyo Boogie Night）數次提供動畫資訊。此作的主題歌和過去的作品一樣由林原演唱。
播放話數雖是26話，但以切割成前半13話、後半13話的方式放映。
2008年10月，預告續篇的新系列作播放決定消息。之後發表續篇的標題為『Slayers EVOLUTION-R』。
登場人物、配音員
- 波克塔：小林由美子
- 偉澤·弗雷昂：大塚明夫
- 杜可立斯：松山鷹志
- 喬昆妲：高島雅羅
- 奧潔兒：木村悠
- 祖馬：飛田展男
- 沙那法：石井康嗣

主題歌
片頭曲
- 『Plenty of grit』
  - 作詞：MEGUMI
  - 作曲：佐藤英敏
  - 編曲：大平勉、コーラスアレンジ、奧井雅美
  - 主唱：林原惠

片尾曲
- 『REVOLUTION』
  - 作詞：MEGUMI
  - 作曲：たかはしごう
  - 編曲：たかはしごう
  - 主唱：林原惠

各話標題及相關製作資料
| 話数 | 日文標題                                | 中文標題                             | 脚本       | 分鏡     | 演出            | 作画監督                                |
| ---- | --------------------------------------- | ------------------------------------ | ---------- | -------- | --------------- | --------------------------------------- |
| 1    | Amazing 驚愕のドラグスレイブ!?          | Amazing 令人驚愕的龍破斬！？         | 高山治郎   | 渡部高志 | 則座誠          | 宮田奈保美                              |
| 2    | Because それはリナ＝インバースだから!   | Because 因為是莉娜‧因巴斯！          | 高山治郎   | 渡部高志 | 秋田谷典昭      | 井本由紀                                |
| 3    | Chase 終わりなき追走!                   | Chase 永無止盡的追緝！               | 山田靖智   | 堀之内元 | 白石道太        | 小野和寛 河井淳                         |
| 4    | Drifter どっちが追うか追われるか!       | Drifter 究竟是誰追誰！               | 長谷川勝己 | 森脇真琴 | 神保昌登        | 加藤万由子 鷲田敏弥 のりみそのみ        |
| 5    | Eternal 悠久に眠れし森                  | Eternal 悠久沉眠的森林               | 高山治郎   | 又野弘道 | 岡嶋国敏        | 鈴木奈津子 昆冨美子 容洪                |
| 6    | Fall on 奇祭! 珍祭? あの玉を押しあげろ! | Fall on 珍奇的祭典！？推動那顆球吧！ | 伊藤美智子 | 渡部高志 | 高島大輔        | 赤尾良太郎 石川哲也 雨宮英雄 桜井木の実 |
| 7    | Gorgeous 狙われた豪華客船!?             | Gorgeous 危機重重的豪華客船！？      | 山田靖智   | 丸山由太 | 丸山由太        | 梶谷光春 のりみそのみ                   |
| 8    | Hurry up つっこめっ! いや、つっこむな?  | Hurry up 衝吧！不，別衝？            | 長谷川勝己 | 又野弘道 | 則座誠          | 井本由紀                                |
| 9    | Insider 真実を知るもの!                 | Insider 知道真相的人！               | 高山治郎   | 神保昌登 | 神保昌登        | 鷲田敏弥 杉本功 粉川剛                  |
| 10   | Judgment 蘇る白銀!                      | Judgment 甦醒的白銀！                | 高山治郎   | 渡部高志 | 白石道太        | 小野和寛 河合淳                         |
| 11   | Keep out しのびよる魔獣!                | Keep out 悄然接近的魔獸！            | 伊藤美智子 | 森脇真琴 | 岡嶋国敏        | 武内啓 昆冨美子 容洪                    |
| 12   | Legacy 決戦セイルーン!                  | Legasy 決戰賽倫！                    | 高山治郎   | 高田耕一 | 高島大輔        | 石川哲也 赤尾良太郎 新井伸浩            |
| 13   | Misty 振り下ろされる刃!                 | Misty 劈下的勝利之刃！               | 高山治郎   | 渡部高志 | 丸山由太 則座誠 | 宮田奈保美                              |

中文版資訊
- DVD：

代理商：曼迪傳播
出版類型：DVD-1 BOX/全3片
出版資訊：全13話．DISK 1收錄1~5話,DISK 2收錄6~9話,DISK 3收錄10~13話/日語發音．可隱藏式中文字幕
出版日期：2010年2月5日
定價：新台幣1490元
備註：附映像特典：1.無字幕 OP&ED/2.第13話無字幕 ED

### 秀逗魔導士EVOLUTION-R
此為TV版動畫第四部後半，由AT-X從2009年1月12日至2009年4月6日放映，全13話。於林原めぐみ的廣播節目『林原めぐみのTokyo Boogie Night』中發表此作的資訊。播放內容為『REVOLUTION』的續篇，簡稱「Slayers ER」。
在Slayers的TV版動畫系列中，音樂製作是以『Vink』加上每部順序編號而成。某種意義上來說，『Vink』的編號等於是種標示第幾部的裡編號。而在此作中，是『Vink4』。
登場人物、配音員
- 波克塔：小林由美子
- 祖馬：飛田展男
- 娜瑪：川村萬梨阿
- 奧潔兒：木村悠
- 赤法師雷藏：子安武人
- 冥王菲布里佐：伊倉一惠
- 偉澤·弗雷昂：大塚明夫

主題歌
片頭曲
- 『Front Breaking』
  - 作詞：MEGUMI
  - 作曲：佐藤英敏
  - 編曲：五島翔
  - 主唱：林原惠

片尾曲
- 『砂時計』
  - 作詞：MEGUMI
  - 作曲：矢吹俊郎
  - 編曲：矢吹俊郎
  - 主唱：林原惠
- 『JUST BEGUN』（最終話）
  - 作詞：MEGUMI
  - 作曲：たかはしごう
  - 編曲：たかはしごう
  - 主唱：林原惠

各話標題及相關製作資料
| 話数 | 日文標題                          | 中文標題                     | 脚本       | 分鏡     | 演出                | 作画監督                                                               | 総作画監督          |
| ---- | --------------------------------- | ---------------------------- | ---------- | -------- | ------------------- | ---------------------------------------------------------------------- | ------------------- |
| 1    | New comer? 新たなる旅立ち!        | New comer? 踏上新旅程!       | 高山治郎   | 渡部高志 | 則座誠              | 井本由紀 のりみそのみ                                                  | 宮田奈保美 鷲北恭太 |
| 2    | Oh my head! 頭はどこだ?           | Oh my head! 頭在哪裏?        | 長谷川勝己 | 渡部高志 | 神保昌登            | 梶谷光春 佐野隆雄 のりみそのみ                                         | 佐野隆雄            |
| 3    | Partner! 二人は一心同体?          | Partner! 兩人是一心同體?     | 山田靖智   | 渡部高志 | 白石道太            | 河井淳 小野和寛 のりみそのみ                                           | 宮田奈保美 鷲北恭太 |
| 4    | Quality time? 愛ある生活?         | Quality time? 有愛的生活?    | 伊藤美智子 | 高田耕一 | 秋田谷典昭 笹原嘉文 | 鷲田敏弥 赤尾良太郎 石川哲也                                           | 佐野隆雄            |
| 5    | Raider! 闇からの声!               | Raider! 來自黑暗的聲音!      | 高山治郎   | 森脇真琴 | 園田雅裕            | 松本文男                                                               | 宮田奈保美 鷲北恭太 |
| 6    | SEEK! 狙われるのは誰だ!           | SEEK! 被盯上的是誰!          | 長谷川勝己 | 高田耕一 | 高島大輔            | 井嶋けい子 加藤万由子 のりみそのみ                                     | 佐野隆雄            |
| 7    | TOWN SCAPE 人に作られたモノゆえに | TOWN SCAPE 由於是人造之物    | 伊藤美智子 | 又野弘道 | 佐藤光              | 井本由紀 のりみそのみ                                                  | 宮田奈保美 鷲北恭太 |
| 8    | Uncover 暴かれる闇!               | Uncover 失控的黑暗!          | 高山治郎   | 渡部高志 | 則座誠              | 梶谷光春 鷲田敏弥 柳隆太                                               | 佐野隆雄 鷲北恭太   |
| 9    | Voice 壺の中身は何ですか?         | Voice 壺中物為何?            | 山田靖智   | 武蔵境孝 | 白石道太            | 小野和寛 河井淳                                                        | 宮田奈保美 鷲北恭太 |
| 10   | Wisdom 帰らぬ時を求めて!          | Wisdom 尋求不歸之時!         | 長谷川勝己 | 又野弘道 | 神保昌登            | 猫柳亭耳楽 佐野隆雄 井本由紀                                           | 佐野隆雄            |
| 11   | Xeno 復活の代償!                  | Xeno 復活的代價!             | 伊藤美智子 | 渡部高志 | 大野和寿            | 津元美緒 司下由紀子                                                    | 宮田奈保美 鷲北恭太 |
| 12   | Yesterdays memory 取り戻した日々  | Yesterdays memory 取回的過往 | 高山治郎   | 高田耕一 | 笹原嘉文            | 鷲北恭太 新居伸浩 鷲田敏弥 のりみそのみ                                | 佐野隆雄            |
| 13   | Zero hour 滅びゆくもの!           | Zero hour 走向毀滅之物!      | 高山治郎   | 渡部高志 | 渡部高志 則座誠     | 宮田奈保美 佐野隆雄 井本由紀 梶谷光春 赤尾良太郎 のりみそのみ 中山由美 | 宮田奈保美 鷲北恭太 |

中文版資訊
- DVD：

代理商：曼迪傳播
出版類型：DVD-2 BOX/全3片
出版資訊：全13話．DISK 1收錄1~5話,DISK 2收錄6~9話,DISK 3收錄10~13話/日語發音．可隱藏式中文字幕
出版日期：2010年3月31日
定價：新台幣1490元
備註：附映像特典：1.無字幕 OP&ED/2.第13話無字幕 ED

## 動畫電影
第1～4部是由東映贊助，不過製作主要是以角川文庫主導，因此片頭不是放東映，而是放角川的標誌。另外第1部的總監督是やまざきかずお，第2～3部是由「神奇寶貝」的總監督湯山邦彦督導，第4部是由從第1部就擔任監督的渡邊浩督導，並起用作畫監督相澤昌弘，由2人一同領軍。至於第5部是由「keroro軍曹」第一代監督（現在是監修）的佐藤順一督導。

另外，原作者神坂一則擔任劇場版第二~四部，以及第一、二部OVA版的腳本寫作者。也因此在某個意義上來說，劇場版第二~四部可視為原著外傳。
- 莉娜·因巴斯（配音：林原惠）
- 白蛇娜卡（配音：川村萬梨阿）

### Slayers 完全無欠版
1995年8月5日於『角川動畫節』公開。贊助商為東映。同時上映的作品是「はじまりの冒険者たち ～レジェンド・オブ・クリスタニア～」（クリスタニア一般中譯為「水晶國傳說」，和「羅德斯島戰記」以及「劍之世界」是姐妹作品。）
概要
莉娜和娜卡從壞人手中得到一張票，便前往了溫泉迷們的朝聖地「米布洛斯島」。想說應該是一趟快樂的溫泉之旅，沒想到在這小島等待她們的，卻是一群無惡不作的壞人集團。為了能讓胸部更雄偉……不，說錯了，是為了恢復城鎮的和平，莉娜展開穿越時空的過去旅程。面對巨大的魔族！爆裂華麗的龍破斬！開始改寫這史上最大之決戰歷史！
本作雖然是原創故事，不過身為系列作的第一部，而且又是以小說版「特別篇」的步調製作而成的第一個影像作品，開頭部分有說明莉娜之所以被稱為「龍跨」的理由，以及和娜卡之間的孽緣等等與設定有關的說明場景。
主題歌
「MIDNIGHT BLUE」
主唱：林原惠，作詞：有森聰美，作曲：佐藤英敏，編曲：五島翔
配角配音員
- 勞迪·加布列夫（配音：阪脩）／少年時代：（高山南）
- 梅莉琳（配音：白鳥由里）
- 溫泉老闆（配音：佐藤正治）
- 拉格斯（配音：若本規夫）
- 喬洛克（配音：玄田哲章）

中文版資訊
此區資訊僅含台灣正版出版品。
- VCD：

代理商：弘音
出版類型：VCD/單片裝（絕版）
出版資訊：日語發音．中文字幕
中文譯名：「秀逗魔導士」
備註：版權後來由勝利發行代理。
代理商：勝利
出版類型：VCD/9片裝（絕版）
出版資訊：日語發音．中文字幕
譯者：哈泥蛙
備註：此為電影版及OVA版合集VCD。
- DVD：

代理商：勝利
出版類型：DVD/單片裝（絕版）
出版資訊：日語發音．可隱藏式中文字幕
中文譯名：「秀逗魔導士  完全無欠版」
譯者：哈泥蛙
出版日期：2004年
備註：內含日本上映時未公開畫面約6分鐘。
代理商：柏斯有限公司
出版類型：DVD BOX/7片裝
出版資訊：日語發音．可隱藏式中文字幕
中文譯名：「秀逗魔導士 劇場版及OVA版套裝DVD」
譯者：哈泥蛙
出版日期：2010年
售價：新台幣590元
備註：為1995~2001電影版及OVA版套裝DVD。

### Slayers RETURN
1996年8月3日公開。贊助商為東映。同時上映的作品是「X」。
概要
莉娜與娜卡的面前突然出現一位淚汪汪的美少女。她的名字叫莎琳娜，十天前她所居住的比亞茲村落，被一個名為塔因的秘密組織所驅使的下級惡魔佔領，她是來請求她們幫忙，並且述說惡黨們還脅迫村人去做一些挖掘的工作。平常要是沒有酬勞，莉娜是不會接受委託的。不過她卻突然想起在比亞茲村落有著＂妖精之傳說＂，便接下了此次的任務。
從本作開始，「用拖鞋毆打娜卡」和「在結尾爭奪錢幣」的片段劇情在劇場版中變成慣例。
主題歌
「Just be conscious」
主唱：林原惠，作詞：MEGUMI，作曲：佐藤英敏，編曲：添田啓二，合聲：奧井雅美
配角配音員
- 莎琳娜（配音：平松晶子）
- 莎琳娜的父親（配音：大塚明夫）
- 葛雷夫（配音：内海賢二）
- 札哈多（配音：矢尾一樹）

中文版資訊
此區資訊僅含台灣正版出版品。
- VCD：

代理商：弘音
出版類型：VCD/單片裝（絕版）
出版資訊：日語發音．中文字幕
中文譯名：「秀逗魔導士  重現江湖」
備註：版權後來由勝利代理發行。
代理商：勝利
出版類型：VCD/9片裝（絕版）
出版資訊：日語發音．中文字幕
譯者：哈泥蛙
備註：此為電影版及OVA版合集VCD
- DVD：

代理商：勝利
出版類型：DVD/單片（絕版）
出版資訊：日語發音．可隱藏式中文字幕
中文譯名：「秀逗魔導士  重現江湖」
出版日期：2004年
譯者：哈泥蛙
備註：內含映像特典-電影版特報＆預告
代理商：柏斯有限公司
出版類型：DVD BOX/7片裝
出版資訊：日語發音．可隱藏式中文字幕
中文譯名：「秀逗魔導士 劇場版及OVA版套裝DVD」
譯者：哈泥蛙
出版日期：2010年
售價：新台幣590元
備註：為1995~2001電影版及OVA版套裝DVD。

### Slayers GREAT
1997年8月2日公開。贊助商為東映。同時上映的作品是「天地無用!盛夏的聖誕節」。
概要
史東那城市到處都有因魔力而動的魔偶，在這裡的兩位伯爵海建與葛拉尼歐正在爭奪城鎮的主導權。於是兩人達成協議要以魔偶對決來決定一切。生在魔偶工匠家族的不幸少女萊雅，因家中父兄兩人的不合而傷透腦筋。其父兄兩人也莫名地捲入這場城主之爭，並且竟然做出莉娜和娜卡的魔偶！究竟史東那城市真正的未來與和平是否真的會到來呢？
莉娜在結尾被搶走錢幣之後，使用「覇王雷撃陣（ダイナスト·ブラス）」取回錢幣。
主題歌
「Reflection」
主唱：林原惠，作詞：MEGUMI，作曲：佐藤英敏，編曲：添田啓二
配角配音員
- 萊雅（配音：井上喜久子）
- 葛利亞（配音：加藤精三）
- 修伊（配音：子安武人）
- 海建伯爵（配音：川久保潔）
- 葛拉尼歐伯爵（配音：若本規夫）

中文版資訊
此區資訊僅含台灣正版出版品。
- VCD：

代理商：弘音
出版類型：VCD/單片裝（絕版）
出版資訊：日語發音．中文字幕
中文譯名：「秀逗魔導士  勾雷姆機器人大戰」
備註：版權後來由勝利代理發行。
代理商：勝利
出版類型：VCD/9片裝（絕版）
出版資訊：日語發音．中文字幕
譯者：哈泥蛙
備註：此為電影版及OVA版合集VCD
- DVD：

代理商：勝利
出版類型：DVD/單片（絕版）
出版資訊：日語發音．可隱藏式中文字幕
中文譯名：「秀逗魔導士  史上大作戰」
出版日期：2004年
譯者：哈泥蛙
備註：內含映像特典-電影版特報＆預告
代理商：柏斯有限公司
出版類型：DVD BOX/7片裝
出版資訊：日語發音．可隱藏式中文字幕
中文譯名：「秀逗魔導士 劇場版及OVA版套裝DVD」
譯者：哈泥蛙
出版日期：2010年
售價：新台幣590元
備註：為1995~2001電影版及OVA版套裝DVD。
備考
葛利亞和修伊各自製作出來的巨大魔偶的控制器分別是出自鐵人28號和鐵甲人－特攝的惡搞產品。
作者在小說的後記中曾談到，葛利亞和修伊父子在結尾合力製作的魔偶被莉娜的故鄉賽菲利亞的女王重金標下。

### Slayers GORGEOUS
1998年8月1日公開。贊助商為東映。同時上映的作品是「機動戰艦 -The prince of darkness-」。
概要
莉娜和娜卡正優閒自在地在可爾多倫城市內享受美食，一群龍之集團突然出現在她們的面前。率領龍之集團的美少女瑪蕾妮和可爾多倫的士兵們展開對決，莉娜她們就這麼不知所以然地被捲入這場騷動。不過，龍之軍團卻在莉娜要施展攻擊魔法時全數逃之夭夭。卡伯特城的領主卡伯特召見她，並述說事件的起因。因為看到莉娜的身手如此厲害，便拜託她幫忙，只要將其愛女瑪蕾妮帶回，就付賞金200枚金幣。但其實這一次騷動的原因是他的女兒要求提高零用錢不成所引起的。同一時刻，瑪蕾妮付給娜卡日薪，請她協助打倒她的父親。到了隔天，事態的演變卻越來越嚴重……
莉娜在結尾被搶走錢幣之後，雖然立刻用「覇王雷撃陣（ダイナスト·ブラス）」想要搶回來，卻被剛好經過的烏鴉叼走了。另外，在前兩部中的都是銅幣，在本作中卻是金幣（在最後被搶走的那枚）。
主題歌
「raging waves」
主唱：林原惠，作詞：MEGUMI，作曲：佐藤英敏，編曲：添田啓二
配角配音員
- 卡伯特（配音：神谷明）
- 瑪蕾妮（配音：冰上恭子）
- 梭馮特（配音：鹽澤兼人）

中文版資訊
此區資訊僅含台灣正版出版品。
- VCD：

代理商：弘音
出版類型：VCD/單片裝（絕版）
出版資訊：日語發音．中文字幕
中文譯名：「秀逗魔導士  絢爛」
備註：版權後來由勝利代理發行。
代理商：勝利
出版類型：VCD/9片裝（絕版）
出版資訊：日語發音．中文字幕
譯者：哈泥蛙
備註：此為電影版及OVA版合集VCD。
- DVD：

代理商：勝利
出版類型：DVD/單片（絕版）
出版資訊：日語發音．可隱藏式中文字幕
中文譯名：「秀逗魔導士  華麗絢爛」
出版日期：2004年
譯者：哈泥蛙
備註：內含映像特典-電影版特報＆預告
代理商：柏斯有限公司
出版類型：DVD BOX/7片裝
出版資訊：日語發音．可隱藏式中文字幕
中文譯名：「秀逗魔導士 劇場版及OVA版套裝DVD」
譯者：哈泥蛙
出版日期：2010年
售價：新台幣590元
備註：為1995~2001電影版及OVA版套裝DVD。

### Slayers PREMIUM
2001年12月22日公開於『冬季角川動畫節』。同時上映的作品有「櫻花大戰：活動寫真」「笑園漫畫大王」「Di Gi Charat 星之旅」。
概要
只要是有美味佳餚的地方，就一定會出現一位自稱美少女天才魔導士的莉娜，和一位自稱是其保護者的高里。一如往常地來到以盛產章魚聞名的海邊城市，想說只需幫忙捕魚便可免費享用章魚美食；卻因莉娜太過於熱衷捕魚，造成不只魚群所在處，甚至連船隻都遭受破壞，最後能享受到章魚美食的只有高里……。不過這卻是整個恐怖事件的起源！一食用章魚的人就會得到所謂「只會說章魚話」的怪病，因而高里也被傳染了。但是事件演變到沒吃章魚的人也被傳染怪病，災害持續擴大；聽說高里深陷危機而前來幫忙的傑路剛帝士和阿梅莉亞也被傳染，甚至連唯一的救星莉娜也無法倖免……。被封印住的魔族即將復活，人類滅亡的末日可說即將來臨！莉娜她們能拯救這個世界嗎？還是可以吃到美味的章魚呢？
本作以TV系列的角色（高里、傑路剛帝士、阿梅莉亞和傑洛士）為主。莉娜的服裝也是以TV系列為基準。另一方面，開頭的BGM是繼承自劇場版系列。
主題歌
「feel well」
主唱：林原惠，作詞：MEGUMI，作曲、編曲：たかはしごう
插入歌
「あなたはたこご」
主唱：白鳥由里，作詞：佐藤順一，作曲、編曲：今泉洋
配角配音員
- 露瑪（配音：白鳥由里）
- 智慧章魚（配音：櫻井孝宏）
- 守護神（配音：納谷悟朗）

中文版資訊
此區資訊僅含台灣正版出版品。
- VCD：

代理商：勝利
出版類型：VCD/9片裝（絕版）
出版資訊：日語發音．中文字幕
譯者：哈泥蛙
備註：此為電影版及OVA版合集VCD。
- DVD：

代理商：勝利
出版類型：DVD/單片（絕版）
出版資訊：日語發音．可隱藏式中文字幕
中文譯名：「秀逗魔導士  豪華篇」
出版日期：2005年
譯者：哈泥蛙
備註：初回生產限定版所附的珍藏盒，該盒圖案為日版初回限定版本封面，可容納5部劇場版及2部OVA版；DVD封面為日版普通版封面。
代理商：柏斯有限公司
出版類型：DVD BOX/7片裝
出版資訊：日語發音．可隱藏式中文字幕
中文譯名：「秀逗魔導士 劇場版及OVA版套裝DVD」
譯者：哈泥蛙
出版日期：2010年
售價：新台幣590元
備註：為1995~2001電影版及OVA版套裝DVD。

## OVA動畫
- 主要角色聲優

莉娜·因巴斯：林原惠
白蛇娜卡：川村萬梨阿

### SLAYERS SPECIAL
從1996年7月25日到1997年5月25日發售。全3卷。全部故事取自原作小說外傳。
主題歌
- 『限りない欲望の中に』
  - 作詞：有森聡美
  - 作曲：佐藤英敏
  - 編曲：五島翔
  - 主唱：林原惠

插入歌
- 『Touch Yourself』 
  - 作詞：MEGUMI
  - 作曲：佐藤英敏
  - 編曲：添田啓二
  - 主唱：林原惠

- 『RUN ALL THE WAY!』 
  - 作詞：有森聰美
  - 作曲：大森俊之
  - 編曲：大森俊之
  - 主唱：林原惠

收錄動畫
- 『恐怖的莉娜合成計畫』：取自外傳第三卷『娜卡的冒險』，由『恐怖的奇美拉』以及『娜卡的冒險』改編而成。
- 『傑佛瑞的騎士道』：取自外傳第五卷(戰鬥吧！我們的大神官！)，改編自『因巴斯教育委員會』。
- 『魔鏡啊魔鏡』：取自外傳第七卷(加油！死靈術士)，改編自『影子的威脅』。

製作人員
- 導演：わたなべひろし
- 劇本：やまざきかずお
- 音樂：服部隆之
- 人物設定、作畫監督：吉松孝博
- 美術監督：加藤浩
- 音樂監督：小林克良
- 製作：J.C.STAFF

配角配音員
- 迪歐魯：青野武
- ビスタ：鹽澤兼人
- 傑佛瑞：石田彰
- 約瑟芬：吉田理保子
- 拉根：銀河萬丈

中文版資訊
- VCD：

代理商：弘音
出版類型：VCD/共三卷（絕版）
出版資訊：日語發音．中文字幕
中文譯名：秀逗魔導士 特別篇『可怕的理美拉計畫』、『傑夫利的騎士道』、『影之鏡』
備註：版權後來由勝利代理發行。
代理商：勝利
出版類型：VCD/9片裝（絕版）
出版資訊：日語發音．中文字幕
譯者：哈泥蛙
備註：此為電影版及OVA版合集VCD
- DVD：

代理商：勝利
出版類型：DVD/單片（絕版）
出版資訊：日語發音．可隱藏式中文字幕
中文譯名：秀逗魔導士 特別篇『恐怖的莉娜合成計畫』、『傑佛瑞的騎士道』、『魔鏡啊魔鏡』
出版日期：2005年
譯者：哈泥蛙
代理商：柏斯有限公司
出版類型：DVD BOX/7片裝
出版資訊：日語發音．可隱藏式中文字幕
中文譯名：「秀逗魔導士 劇場版及OVA版套裝DVD」
譯者：哈泥蛙
出版日期：2010年
售價：新台幣590元
備註：為1995~2001電影版及OVA版套裝DVD。

### SLAYERS EXCELLENT
從1998年10月25日到1999年3月25日發售。全3卷。和特別篇一樣全部故事取自原作小說外傳。
主題歌
- 『Never die』
  - 作詞：奧井雅美
  - 作曲：矢吹俊郎
  - 編曲：矢吹俊郎
  - 主唱：奧井雅美

收錄動畫
- 『迷宮』：取自外傳第二卷『小公主』，由第一卷『娜卡的挑戰』以及『迷宮』改編而成。
- 『恐怖的未來』：取自外傳第八卷(恐怖的未來)，改編自『恐怖的未來』。
- 『莉娜♡流行大作戰』：取自外傳第十五卷(艾菲理爾的事件簿)，改編自『莉娜漂亮大作戰』。

製作人員
- 導演：わたなべひろし
- 劇本：渡辺桂子
- 音樂：服部隆之
- 人物設定、總作畫監督：阿蒜晃司
- 美術監督：吉原俊一郎
- 音樂監督：小林克良
- 製作：J.C.STAFF

配角配音員
- 修坦道夫：速水奨
- 希蕾妮·菲特麥亞：渡邊久美子
- 亞魯馮斯：三木真一郎
- 塔琪安娜·迪瓦多：久川綾
- 瑪緹·連佛多：飯塚雅弓

中文版資訊
- VCD：

代理商：弘音
出版類型：VCD/共三卷（絕版）
出版資訊：日語發音．中文字幕
中文譯名：秀逗魔導士 優質版『迷宮』、『可怕的未來』、『莉娜的漂亮大作戰』
備註：版權後來由勝利代理發行。
代理商：勝利
出版類型：VCD/9片裝（絕版）
出版資訊：日語發音．中文字幕
譯者：哈泥蛙
備註：此為電影版及OVA版合集VCD
- DVD：

代理商：勝利
出版類型：DVD/單片（絕版）
出版資訊：日語發音．可隱藏式中文字幕
中文譯名：秀逗魔導士 完美篇『迷宮』、『恐怖的未來』、『莉娜♡流行大作戰』
出版日期：2005年
譯者：哈泥蛙
代理商：柏斯有限公司
出版類型：DVD BOX/7片裝
出版資訊：日語發音．可隱藏式中文字幕
中文譯名：「秀逗魔導士 劇場版及OVA版套裝DVD」
譯者：哈泥蛙
出版日期：2010年
售價：新台幣590元
備註：為1995~2001電影版及OVA版套裝DVD。

## CD有聲書
「SLAYERS EX.」及「SLAYERS N＞EX.」為連接電視版系列所製作，以原作「秀逗魔導士 特別篇」為基礎獨創的故事，原作內登場的角色變更為電視版動畫的人物。在EX.裡，由莉娜、高里、傑路、阿梅莉亞、希爾菲兒及自創角色山格斯等登場；而在N>EX.中更加入了傑洛士及NEXT的自創角色的瑪露琪娜（無印的自創角色山格斯也接連著前作一起加入）。
「SLAYERS VS ORPHEN ～史上最糟的邂逅～」原為DRAGON雜誌2001年4月增刊號Fantasia Battle Royal的特別企畫，由神坂一及秋田禎信（魔術士歐菲作者）聯合執筆而成；是發售當時隨即完售的傳奇性共同合作小說。該特別企畫於2005年新增劇情後再加以編製成單行本（此為完全預約限定版），此CD的序章即是收錄在此書特典中。而CD有聲書版本則是依此小說再加以改編。

### Slayers EX.
從1995年10月12日至1996年4月4日，在廣播節目「MEGU．OMO上街去吧」中播放。該廣播主持人為林原惠及西村智博（現為西村朋紘）。
主題曲『Going History』
主唱：林原惠，作詞：有森聰美，作曲：佐藤英敏，編曲：小野澤篤
片尾曲『灼熱の恋』
主唱：林原惠，作詞：有森聰美，作曲：佐藤英敏，編曲：小野澤篤
製作人員
監修：神坂一
劇本：高山治郎
CD封面原畫：あらいずみるい
CD背面作畫：宮田奈保美
音響監督：藤野貞義
效果：新井秀德
調整：大石幸平
音樂：手塚理、Vink
音響製作：千田啟子
協力：富士見書房
錄音工作室：タクトスタジオ
主要角色配音員：
莉娜·因巴斯：林原惠
高里：松本保典
傑路剛帝士：綠川光
阿梅莉亞：鈴木真仁
- EX.第一話 白竜の山 （白龍之山）

發售日：1996年1月6日
發行公司：KING RECORD
CD編號：KICA-282
原著出處：特別篇第2集
其他角色配音員：
村長：鹽屋浩三
藍龍：室園丈裕
リオル（白龍）：山崎巧
村人A：長嶝高士
村人B：幸野善之
附録樂曲：
- 『みょーな敵、さらにみょーな仲間』

作曲、編曲：手塚理、Vink
- 『魔族と戦いへ』

作曲、編曲：手塚理、Vink
- 『Determination』

作曲、編曲：手塚理、Vink
- 『最高のGAMBLE』

主唱、作詞、作曲：奧井雅美，編曲：矢吹俊郎
- EX.第二話 ふくしうの刃（復仇之刃）

發售日：1996年3月6日
發行公司：KING RECORD
CD編號：KICA-293
原著出處：特別篇第3集
其他角色配音員：
雷米：島津冴子
ケルン：石井康嗣
魔導士A/セイラグア：佐藤正治
附録樂曲：
- 『青空を連れて旅は続く』

作曲、編曲：手塚理、Vink
- 『無敵のノーテンキ』

作曲、編曲：手塚理、Vink
- 『Under Cover Of Darkness』

作曲、編曲：手塚理、Vink
- 『戦場のマドンナ』

主唱、作詞：奧井雅美，作曲、編曲：大平勉
- EX.第三話 がんばれネクロマンサー（加油吧！死靈術士）

發售日：1996年4月5日
發行公司：KING RECORD
CD編號：KICA-298
原著出處：特別篇第7集
其他角色配音員：
維妮：西原久美子
長老/盗賊：岸野幸正
ウェイター／盗賊：室園丈裕
盜賊：寶龜克壽
附録樂曲：
- 『つかの間の休息』
- 『来訪者－－黒い予感』
- 『Anything for you』
- 『真面目なキッカケ』

主唱、作詞、作曲：奧井雅美，編曲：矢吹俊郎
- EX.第四話 リナ抹殺指令（莉娜抹殺指令）

發售日：1996年5月2日
發行公司：KING RECORD
CD編號：KICA-302
原著出處：特別篇第2集
其他角色配音員：
希爾菲兒：冬馬由美
山格斯：島田敏
布爾袞：家中宏
迪爾齊亞／盜賊：掛川裕彥
長老：茶風林

### Slayers N＞EX.
自1996年10月4日至1997年3月28日，於廣播節目「有希與美冬的SLAYERS Pachi2夜」中播送。該節目主持人為松浦有希及柊美冬（現在藝名為石村知子）。
而在廣播劇系列中的序章通常為一個小故事。在N>EX.的序章小故事，因為主題以四人組的夢為主，通常被fans通稱為「夢系列」。
主題曲：『naked mind』
主唱：奧井雅美，作曲、編曲：矢吹俊郎
片尾曲：『虹のように』
主唱、作詞、作曲：奧井雅美，編曲：矢吹俊郎
製作人員
監修：神坂一
劇本：高山治郎
CD封面／背面作畫：宮田奈保美
音響監督：藤野貞義
效果：新井秀德
調整：大石幸平
音樂：手塚理、Vink2
音響製作：千田啟子
協力：富士見書房
錄音工作室：タクトスタジオ
主要角色配音員：
莉娜·因巴斯：林原惠
高里：松本保典
傑路剛帝士：綠川光
阿梅莉亞：鈴木真仁
傑洛士：石田彰
瑪露琪娜：柊美冬
- N＞EX.第一話  闇の住まう村（黑暗捿息的村子）

發售日：1997年2月16日
發行公司：KING RECORD
CD編號：KICA-336
原著出處：特別篇第9集
夢系列--莉娜篇
其他角色配音員： 
ギザン：堀之紀
アニス：引田有美
ラゼラム：石井康嗣
工匠／手下A：長嶝高士
手下B：鳥海浩輔
附錄歌曲：
- 『だって恋したら...When I'm in love』

主唱：松浦有希、柊美冬，作詞、作曲、編曲：松浦有希
- N＞EX.第二話  りべんじゃあ。（復仇者。）

發售日：1997年3月5日
發行公司：KING RECORD
CD編號：KICA-340
原著出處：特別篇第1集
夢系列--阿梅莉亞篇
其他角色配音員： 
キャニー：松井菜櫻子
サウザンド/ハサミグスター：鄉里大輔
路人（男）／戰鬥員A：長嶝高士
路人（女）／戰鬥員B：高木禮子
附錄歌曲：
- 『naked mind』<DYNAMIX>

主唱、作詞：奧井雅美，作曲、編曲：矢吹俊郎
- N＞EX.第三話  愛しの根性なし（沒有骨氣的愛）

發售日：1997年4月9日
發行公司：KING RECORD
CD編號：KICA-343
原著出處：特別篇第6集
夢系列--傑路剛帝士篇
其他角色配音員：
ガードナー：結城比呂
エレミー：皆口裕子
クローブ：西村知道
小混混A／バリス：石井康嗣
小混混B：長嶝高士
附錄歌曲：
- 『虹のように』<PRISMIX>

主唱、作詞、作曲：奧井雅美，編曲：矢吹俊郎
- N＞EX.第四話  破壞神はつらいよ（破壞神難為）

發售日：1997年5月3日
發行公司：KING RECORD
CD編號：KICA-347
原著出處：特別篇第10集
夢系列--高里篇
其他角色配音員：
希爾菲兒：冬馬由美
山格斯：島田敏
布爾袞：家中宏
迪爾齊亞/店主：掛川裕彥
美望：野田順子
ウィレーネ：天野由梨
假瑪露琪娜：松浦有希（友情演出）
附録歌曲：
- 『process』

主唱、作詞、作曲：奧井雅美，編曲：大平勉

### Slayers VS Orphen～史上最惡の邂逅～
由角川富士見旗下兩大代表作品：「秀逗魔導士 」及「魔術士歐菲」共同製作的夢幻組合作品。由2001年DRAGON雜誌增刊號，之後於2005年6月30日出版的小說單行本改編而成。其配音員陣容皆由兩作品的動畫版配音組人員擔任。
發售日：2005年7月21日
發行公司：KING RECORD
CD編號：KICA-704
STAFF：
原作：神坂一、秋田禎信
劇本：高山治郎
CD封面原畫：あらいずみるい、草河遊也
CD背面原畫：あらいずみるい
音響監督：藤野貞義
音響效果：新井秀德
調整：大石幸平（STUDIO T＆T）、佐藤寬之（STUDIO T＆T）、武藤雅人（整音工作室）
音響製作：クルース
協力：富士見書房
主題曲：
『Deep in the Darkest Blue』
主唱：森久保祥太郎
作詞：近藤ナツコ
作曲、編曲：たかはし ごう
角色配音員：
莉娜·因巴斯：林原惠
歐菲：森久保祥太郎
高里：松本保典
阿梅莉亞：鈴木真仁
傑路剛帝士：綠川光
康絲坦絲．瑪姬：高橋美佳子
波妮．瑪姬：大原さやか
桃樂絲・瑪姬：斎賀みつき
白蛇娜卡：川村万梨阿
基斯：竹若拓磨
沃依姆：ういだゆうじ
管家：矢部雅史

### 其他
此處編錄的為各DVD特典或其他附錄的CD有聲書。
- スレイヤーズ倶楽部

1995年KING RECORDS出版的TV無印原聲CD-『「スレイヤーズえとせとら①」~エクセレント!リナ=インバース今日も行く』中的小短劇。
角色配音員：
莉娜·因巴斯：林原めぐみ
- - スレイヤーズ倶楽部1
  - スレイヤーズ倶楽部2
- 半魚人の島っ!?

1995年KING RECORDS出版的TV無印原聲CD-『「スレイヤーズえとせとら②」~テイク・ア・チャンス!!リナと無敵の御一行』中的小短劇。
劇本：高山治郎
角色配音員：
莉娜·因巴斯：林原めぐみ
高里：松本保典
傑路剛帝士：綠川光
阿梅莉亞：鈴木真仁
鐵拓拉：長島雄一
- - SCENE1 海を行くリナたち
  - SCENE2 砂浜に辿り着くリナたち
  - SCENE3 食事をするリナたち
  - SCENE4 再び海を行くリナたち
- Monologue of Lina

1996年KING RECORDS出版的TV NEXT原聲CD-『ＳＯＵＮＤ　ＢＩＢＬＥⅠ』中莉娜的獨白。
角色配音員：
莉娜·因巴斯：林原めぐみ
- - Monologue of Lina 1
  - Monologue of Lina 2
- Monologue of Gourry

1996年KING RECORDS出版的TV NEXT原聲CD-『ＳＯＵＮＤ　ＢＩＢＬＥⅡ』中高里的獨白。
角色配音員：
高里：松本保典
- - Monologue of Gourry 1
  - Monologue of Gourry 2
- SLAYERS 慰安旅行（SLAYERS 慰勞旅行）

1998年角川出版的CD-ROM-『SLAYERS はいぽあ・TRY　～世界をすくえ！リナとゆかいな仲間たち～』中的小短劇。此卷為該系列的第五卷。故事內容為TRY結束後莉娜一行人去溫泉旅行碰到意想不到的人物？！
角色配音員：
莉娜·因巴斯/萊拉：林原めぐみ
高里：松本保典
傑路剛帝士：綠川光
阿梅莉亞：鈴木真仁
傑洛士/凱雷爾：石田彰
菲莉雅：桑島法子
古拉波斯 - 江川央生
吉拉斯 - 山崎たくみ
- SLAYERS Premium（秀逗魔導士 豪華篇）

2001年電影版日版初回限定DVD特典之一。
發行公司：角川書店、KING RECORD
發售日期：2002年7月3日
DVD編號：KIBA-9784
- CD短劇-Prologue of Premium

插入曲：『たこまつり』/主唱：白鳥由里/作詞：佐藤順一/作曲：平野義久
- CD短劇-Epilogue of Premium

插入曲：『愛の証（アカッシ）』/主唱：白鳥由里・櫻井孝宏/作詞：佐藤順一/作曲：今泉 洋
CD STAFF：
導演．構成：佐藤順一
劇本：高山治郎
特典CD封面：熊谷哲矢
音樂：服部隆之
錄音：川崎公敬
助手：伊東光明
效果：今野康之
錄音工作室：タバック
角色分配：小浜匠
製作協力：ハル製片
監修：神坂一
協力：角川書店、富士見事業部
角色配音員：
莉娜：林原めぐみ
高里：松本保典
阿梅莉亞：鈴木真仁
傑路剛帝士：綠川光
傑洛士：石田彰
娜卡：川村万梨阿
露瑪：白鳥由里
智慧章魚：櫻井孝宏
村長：塚田正昭
小孩：生駒治美
母親：松本美和
女孩：中村 絢
章魚：小嶋一成
- 帰ってきたSLAYERS EX.（歸來的SLAYERS EX.）

此為紀念原作15周年、動畫化10周年而進行的復刻版DVD BOX內所附的特典CD有聲書；電視版為2006年9月30日止的限時生產DVD BOX；電影及OVA版則是2007年5月31日止的限時生產DVD BOX。
- - 無印：『アメリアと蟲さん』（阿梅莉亞和蟲先生）

特典CD製作人員：
原作、監修：神坂一
劇本：高山治郎
音響監督：藤野貞義
音樂：手塚理、Vink、たかはしごう
音響効果：新井秀徳
録音：大石幸平
録音助手：加藤紀子
録音工作室：T＆T工作室
音響製作：クルーズ
角色配音員：
莉娜·因巴斯：林原惠
高里：松本保典
傑路剛帝士：綠川光
阿梅莉亞：鈴木真仁
希爾菲兒：冬馬由美
蟲先生：松岡由貴
衛兵：矢部雅史
- - NEXT  -『ゼルガディス改造計畫』（傑路剛帝士改造計劃）

特典CD STAFF：
原作、監修：神坂一
劇本：高山治郎
音響監督：藤野貞義
音樂：手塚理、Vink2、たかはしごう
音響効果：新井秀德
錄音：大石幸平
錄音助手：加藤紀子
録音工作室：T＆T工作室
音響製作：クルーズ
角色配音員：
莉娜·因巴斯：林原惠
高里：松本保典
傑路剛帝士：綠川光
阿梅莉亞：鈴木真仁
傑洛士：石田彰
怪物：矢部雅史、寺本勳
- - TRY：『ガウリイ はじめてのお使い』（高里第一次的任務）

特典CD製作人員：
原作、監修：神坂一
劇本：高山治郎
音響監督：藤野貞義
音樂：手塚理、Vink3、たかはしごう
音響効果：新井秀德
録音：大石幸平
録音助手：加藤紀子
録音工作室：T＆T工作室
音響製作：クルーズ
角色配音員：
莉娜·因巴斯：林原惠
高里：松本保典
傑路剛帝士：綠川光
阿梅莉亞：鈴木真仁
菲莉雅：桑島法子
瓦爾（瓦爾加布幼年）：松岡由貴
及其他
- - 電影及OVA-『帰ってきたナーガ』（歸來的娜卡）

角色配音員：
莉娜·因巴斯：林原惠
白蛇娜卡：川村萬梨阿
- ゆくREVOくるEVO （去吧REVO！來吧EVO！）

此為DRAGON雜誌2009年1月號附錄的CD有聲書。如同其標題「去吧REVO！來吧EVO！」，其內容為簡述及回顧REVOLUTION所發生的大事件及為第四部後半的EVOLUTION-R做預告。
角色配音員：
莉娜·因巴斯：林原惠
高里：松本保典
傑路剛帝士：綠川光
阿梅莉亞：鈴木真仁
波克塔：小林由美子
傑洛士：石田彰
- また帰ってきちゃったSLAYERS EX-R ｢おかえりなさいませタフォーラシア？｣（再度歸來的SLAYERS EX-R「歡迎回到塔佛拉希亞？」）

此為EVOLUTION-R DVD全系列購入的全員應募特典CD中收錄有聲書，應募至2009/08/31截止。2009年11月開始發送。
為了復興塔佛拉希亞而展開的大企劃！當然莉娜等人也不留餘力一起來幫忙，但是似乎走向了不得了的方向。女僕、管家、妹控、貓耳少女，用萌來復興塔佛拉希亞吧！
劇本：高山治郎
角色配音員：
莉娜·因巴斯：林原惠
高里：松本保典
傑路剛帝士：綠川光
阿梅莉亞：鈴木真仁
波克塔：小林由美子
娜瑪：川村萬梨阿
同CD另外收錄：
- - 『JUST BEGUN』
    - 主唱：林原惠，作詞：MEGUMI，作曲、編曲：たかはしごう

  - 『Front breaking』TV-SIZE/
    - 主唱：林原惠，作詞：MEGUMI，作曲：佐藤英敏，編曲：五島翔

  - 『砂時計』TV-SIZE
    - 主唱：林原惠，作詞：MEGUMI，作曲、編曲：矢吹俊郎

## 外部連結
- 秀逗魔導士｜富士見書房 （页面存档备份，存于）作品官網 （日語）
- 秀逗魔導士 NET｜東京電視台 （页面存档备份，存于）節目官網 （日語）
- 秀逗魔導士（劇場版 第1彈）｜J.C.STAFF （页面存档备份，存于）作品官網 （日語）
- 秀逗魔導士SPECIAL（OVA 第1期）｜J.C.STAFF （页面存档备份，存于）作品官網 （日語）
- 秀逗魔導士RETURN（劇場版 第2彈）｜J.C.STAFF （页面存档备份，存于）作品官網 （日語）
- 秀逗魔導士GREAT（劇場版 第3彈）｜J.C.STAFF （页面存档备份，存于）作品官網 （日語）
- 秀逗魔導士GORGEOUS（劇場版 第4彈）｜J.C.STAFF （页面存档备份，存于）作品官網 （日語）
- 秀逗魔導士EXCELLENT（OVA 第2期）｜J.C.STAFF （页面存档备份，存于）作品官網
- .   [2018-05-31]. （原始内容存档于2007-03-02）. （日語）
- 秀逗魔導士REVOLUTION｜東京電視台 -animeteleto- （页面存档备份，存于）節目官網 （日語）
- 秀逗魔導士REVOLUTION／秀逗魔導士EVOLUTION-R｜StarChild （页面存档备份，存于）作品官網 （日語）